# Подолье
Подо́лье (лат. Podolia, укр. Поділля, пол. Podole; иногда Подолия) — историко-географическая область Украины, охватывающая восточную часть Подольской возвышенности.

## География
Подолье охватывает несколько современных областей Украины. В Винницкой области к нему относится Подольское Побужье и среднее Приднестровье, в Хмельницкой — вся область, кроме волынской и полесской части на севере, в Тернопольской — южная часть области. В широком смысле к Подолью относятся также восточная часть Черновицкой области (Хотинщина), север Ивано-Франковской (Ополье), восток Львовской (Расточье-Ополье), а также прилегающие южные территории Житомирской, западные территории Черкасской и Кировоградской областей и северо-западных районов Одесской области и Приднестровья.
Самыми крупными городами Подолья являются на западе — Тернополь, Хмельницкий (Проскуров) и Каменец-Подольский, на востоке — Винница и Брацлав (в бытность Брацлавского воеводства). Основные реки — Збруч, Южный Буг, Стрыпа и Днестр. Главную роль в экономике Подолья играет сельское хозяйство. Ландшафт ровный либо слегка холмистый, изрезанный каньонообразными речными долинами.
Историческими областями, граничащими с Подольем, являются Галиция на северо-западе, Буковина на западе, Приднестровье на юге, Побужье на юго-востоке, Поднепровская Украина на востоке и Волынь на севере.

## История

### Сарматская эпоха
Древнейшим населением Подолья в I тыс. до н. э. были скифы. Геродот первым упоминает родственных скифам кочевых племён — савроматов, вторгшихся в конце III в. до н. э. из-за Дона на запад. Период с конца III века до н. э. по IV век н. э. в истории Украины называется «сарматским веком», а так называемая Европейская Сарматия занимала территорию между Доном и Вислой. На юге Подолье граничило с Северной Дакией. На картах Римской империи 125 года народ который населял верховья Южного Буга называют наварами (лат. navari). Он соответствует зарубинецкой культуре (2 ст. до н. э. — 2 ст.), черняховской культуре (1—5 ст.), местами вельбарской культуре. По среднему течению Днестра — бастарны (bastarnae), здесь найдены различные артефакты — сарматские, пшеворской культуры, липицкой культуры. К северу от Днестра (Thiras) в верховьях Южного Буга — племя тирагеты.
С начала III века активизируются христианские миссионеры (ближайшей к Подолью была Скифская епархия), а так как языком проповедников был греческий, они называли местный народ скифы-пахари, чуть позже в исторических документах того времени появляется уже название анты (пеньковская культура V—VII века). В IV веке сарматы были разгромлены гуннами, часть их была включена в состав кочевой империи Аттилы, существовавшей в 434—454 гг.
Яркий след сарматов в истории повлиял на появление «сарматизма».

### Средневековье
В Средние века Подолье было частью Киевской Руси и Галицко-Волынского княжества. В Галицко-Волынской летописи различные части Подолья упоминаются под названиями Понизья и Болоховской земли с XII века.
Примерно с 1362 года, после битвы при Синих Водах, практически все южнорусские земли, в том числе и Подолье, вошли в состав Великого княжества Литовского; было образовано Подольское княжество в составе ВКЛ. Великий князь Ольгерд поставил князем Подолья Фёдора Кориатовича. В июне 1395 года Ягайло передал Спытко из Мельштина (краковскому воеводе) на «полном княжеском праве» западную часть Подолья (этот топоним впервые упоминается в акте этого предоставления). После того, как Спытко пропал без вести в битве на Ворскле (1399 год), Ягайло передал земли Подолья в содержание Свидригайлу Ольгердовичу (после чего в 1403 году выкупил Западное Подолье обратно).
В 1430 году в Подолье вторглось польское войско. Против польского господства вспыхнуло Бакотское восстание 1431—1434 годов. После его подавления территория Западного Подолья с городами Каменец, Смотрич, Бакота, Скала отошла к Польше. В 1434 году в Западном Подолье было внедрено польское административно-территориальное устройство и образовано Подольское воеводство (адм. центр — Каменец), которое состояло из Каменецкого, Летичевского и Червоноградского уездов. Восточное Подолье осталось в составе Великого княжества Литовского. В середине XV века автономия Подолья была отменена, и в 1566 году было образовано Брацлавское воеводство, которое включало Брацлавский, Винницкий и Звенигородский уезды. Административным центром до 1598 года был Брацлав, впоследствии — Винница. Нередко Подолье выступает в этот исторический период под названием Брацлавщина. 
С 1569 года западное и восточное Подолье в составе Польско-Литовского государства и после Люблинской унии оно распространило главнейшие основы своего устройства и на Подолье.
В XVI столетии произошло два казацких восстания — Косинского, один из безземельных шляхтичей, и Наливайка. В 1591 году Косинский с казацким отрядом напал на Белую Церковь, забрал деньги и драгоценности и уничтожил все польские официальные бумаги, и скрылся где-то в степи, но восстание, поднятое им, не прекращалось: вся Киевщина и Брацлавщина были покрыты небольшими отрядами своевольников, которые грабили земян и мещан. Волнение распространилось на Волынь и Подолье.

### Новое время
На Восточном Подолье Польской Руси, польским королём для поддержания порядка и защиты от османов и крымчаков были созданы реестровые в 1648 году Брацлавский, и в 1649 году Кальницкий полки. 
В ходе восстания Хмельницкого на Подолье распространилось полково-сотенное устройство. Весной 1653 года польский отряд под начальством Чарнецкого стал опустошать Подолье. Хмельницкий в союзе с татарами двинулся против него и встретился с ним под местечком Жванцем, на берегу реки Днестра. Положение поляков вследствие холодов и недостатка продовольствия было тяжёлое; они принуждены были заключить довольно унизительный мир с крымским ханом, чтобы только разорвать союз его с Хмельницким. После этого татары с польского позволения стали опустошать Подолье. При таких обстоятельствах Хмельницкий снова обратился в Москву и стал настойчиво просить Русского царя о принятии его с черкасами в подданство. 1 (11) октября 1653 года был созван Земский собор, на котором вопрос о принятии Богдана Хмельницкого с войском запорожским в подданство был решён в утвердительном смысле. Но позже по Андрусовскому перемирию Подолье осталось в составе Речи Посполитой. Область сильно пострадала и обезлюдела от разорительных крымскотатарских набегов во время польско-турецкой войны 1672—1676 годов. С 1672 по 1699 годы Подолье находилось в составе Османской империи, где образовывало Подольский эялет с центром в Каменце. По Карловицкому миру снова отошло Речи Посполитой. Барская конфедерация, выступая против польского короля, предполагала что благодаря уступке османам Подолии и Волыни, за неё будут сражаться и побеждать турецкие войска, в войне против короля и его гарантов, но этого не случилось.
В 1772 году, по итогам Первого раздела Речи Посполитой часть Подолья западнее реки Збруч отошла к Габсбургской монархии, в то время как восточная и значительная часть Западного Подолья (Хмельниччина) в составе земель Правобережной Украины в 1793 году вошла в состав Российской империи, в которой была образована Подольская губерния. Российский период в истории Подолья был ознаменован значительным ростом населения и развитием торговли. В 1810 году по результатам Шёнбруннского мира часть Подолья западнее реки Збруч отошла к Российской империи как Тарнопольский округ. В 1815 году по итогам Венского конгресса Тарнопольский округ возвращён Австрии.
После окончания Советско-польской войны в 1920 году правобережная часть Подолья по Збручу вновь отошла к Польше, а остальная, большая часть Подолья (Хмельниччина и Брацлавщина), вошла в состав СССР как часть УССР. Граница между Польшей и СССР прошла по реке Збруч. В 1939 году польская часть Подолья была присоединена к Украинской ССР. В 1941—1944 годах Подолье находилось под немецко-румынской оккупацией, во время которой большинство городов Подолья пережили сильные разрушения, а местное население, в особенности евреи, — массовые расстрелы и всяческие притеснения.

## «Подолия» как вариант названия
Название «Подолия» встречается как в дореволюционных русскоязычных энциклопедических источниках (в частности, энциклопедия Брокгауза и Ефрона) и в литературе, на которую они ссылаются, так и в украинских источниках:

В 60-х годах XX в. на юго-западе Восточноевропейской равнины, на Подолии, были открыты большие карстовые пещеры … Озёрная и Хрустальная.

— Гавриленко А. П. История географических исследований Европы.
Оригинальный текст (укр.)У 60-х роках XX ст. на південному заході Східноєвропейської рівнини, в Подолії, було відкрито великі карстові печери… Озерна та Кришталева
— Гавриленко О. П. Історія географічніх досліджень Європи.